# 費訥倫峰

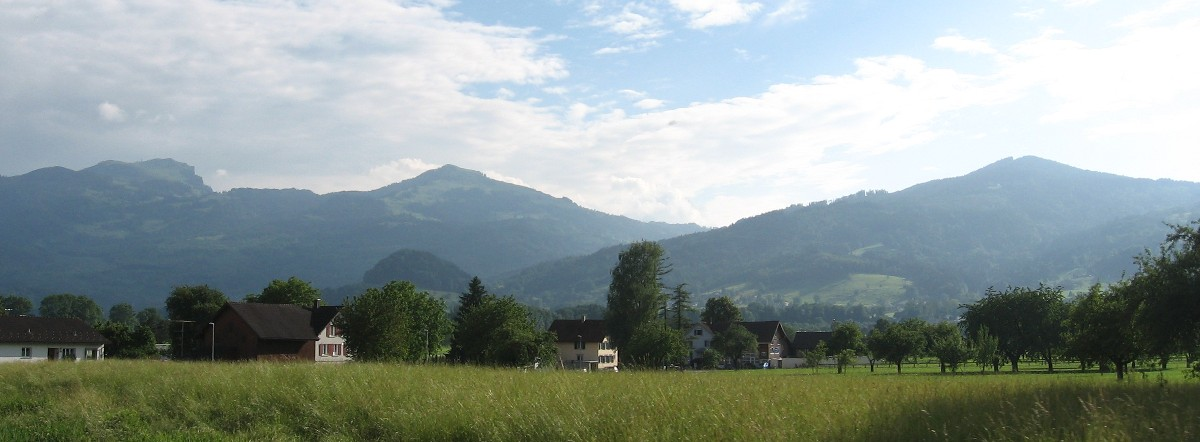

47°18′51″N 9°28′52″E / 47.3143°N 9.48102°E
費訥倫峰（德語：Fänerenspitz），是瑞士的山峰，位於該國東北部，由內阿彭策爾州負責管轄，距離卡莫爾山2公里，海拔高度1,506米，每年平均降雨量1,852毫米。